# Małgorzata Zuchora
Małgorzata Zuchora (ur. 23 czerwca 1994) – polska koszykarka występująca na pozycji niskiej skrzydłowej, od 2022 zawodniczka Contimax MOSiR Bochnia.
Jej mama Iwona Kowalczyk–Zuchora zdobyła mistrzostwo Polski jako koszykarka w 1987.

## Osiągnięcia
Stan na 3 maja 2024, na podstawie, o ile nie zaznaczono inaczej.

### Drużynowe

#### Seniorskie
- Mistrzyni:
  - Polski (2017)[1][2]
  - I ligi (2014 awans do TBLK)[5]
- Brązowa medalistka:
  - mistrzostw Polski (2016)
  - I ligi (2019, 2021)[1]
- Finalistka Pucharu Polski (2016, 2017)[6][7]

#### Młodzieżowe
3x3
- Uczestniczka akademickich mistrzostw Polski 3x3 (2022)